# 福井港
福井港（ふくいこう）は、福井県北部の坂井市、九頭竜川河口部に位置する港湾（地方港湾）である。港湾管理者は福井県。港則法上の特定港に指定されている。三国港地区と本港地区からなる。

## 概要
もともと九頭竜川河口の三国港がこの地区の中心港であった。後に日本海側の三里浜砂丘に大型港湾を整備し、あわせて福井港と称するようになった。2009年（平成21年）には、大型港湾地区を本港地区と称している。
特定港としての現地業務部署は港長業務を行う第八管区海上保安本部福井海上保安署のみの設置であり、外航船舶の入出港時は以下各所との往来もしくは通信による対応となる。なお動物検疫指定港とはなっておらず、動物検疫所の管轄となる指定動物や畜産物などの輸出入は不可。
- 大阪税関 敦賀税関支署福井出張所（福井市:福井春山合同庁舎） - 福井海上保安署から約20kmの市街中心部にある。
- 名古屋出入国在留管理局 福井出張所（同上）
- 大阪検疫所（無線検疫）
- 名古屋植物防疫所 伏木富山支所（富山県高岡市）

## 三国港地区

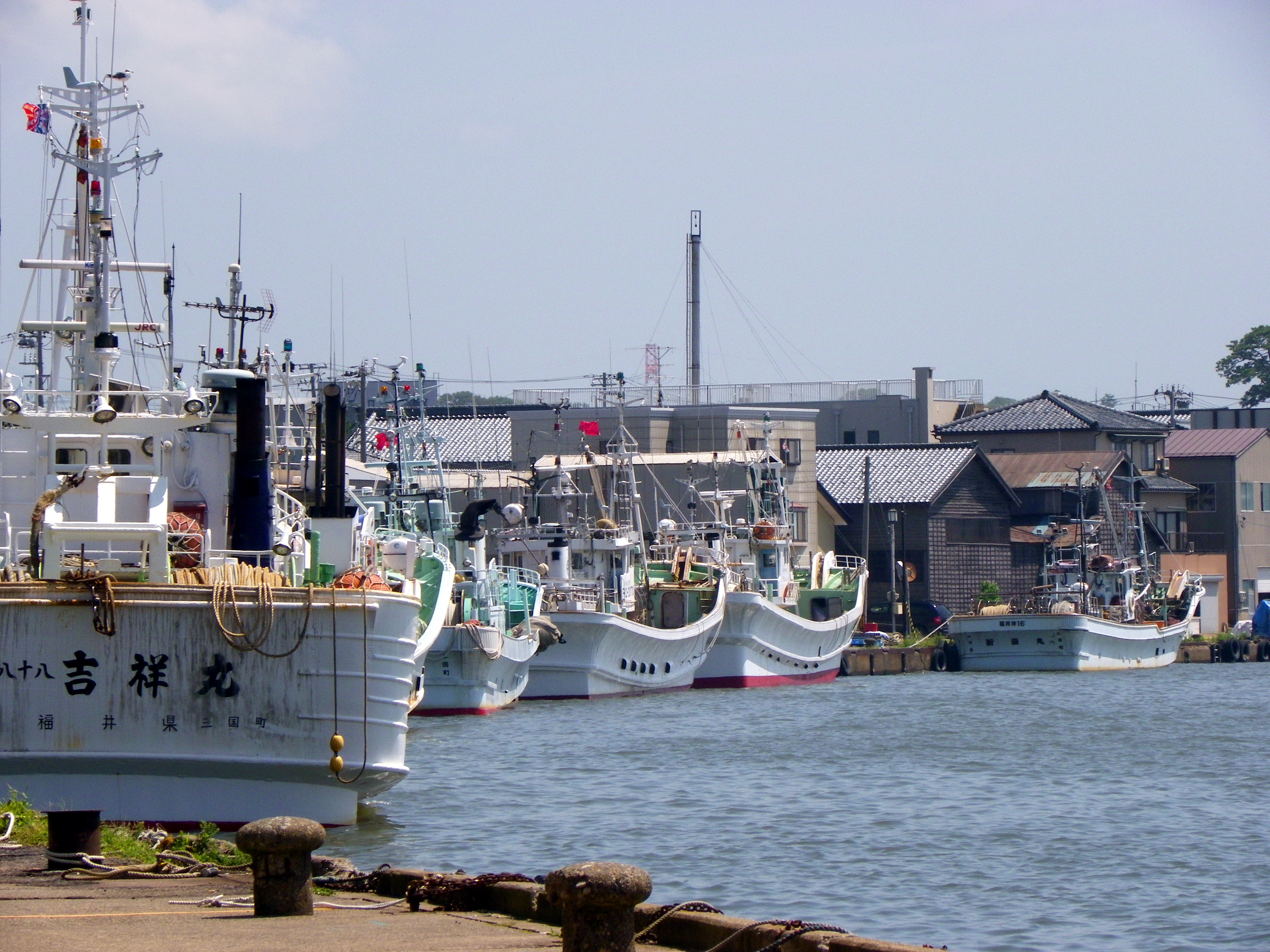
三国港

古くから三津七湊の1つでもあって日本を回航する北前船、および福井城下はじめ九頭竜川水系の水運拠点として繁栄した三国港（みくにこう）（別名：三国湊（みくにみなと）、坂井港）がその前身。港内には越前がにとアマエビの水揚げで有名な三国港市場（みくにみなといちば、坂井市三国町宿）がある。
旧来の港である九頭竜川右岸地区は、食品流通業界や市場向かいにあるえちぜん鉄道三国芦原線の終着駅名として旧称の三国港を用いており、一般的にも工業地区と区別する意味を含め三国港と呼ばれている。
三国港一帯はみなとオアシスとして登録されており、三国湊町家館を代表施設とするみなとオアシス三国湊として情報発信拠点ともなっている。

## 本港地区
福井港の本港を中心とする地域には、福井臨海工業地帯（テクノポート福井）が建設されている。
- 福井県福井港湾事務所
- 第八管区敦賀海上保安部福井海上保安署（石川県境から越前岬までの沿岸・海域を管轄）
- エネルギー・金属鉱物資源機構 福井国家石油備蓄基地

30基の油槽のうち20基が福井市に位置し、福井市側の沖合に浮かぶ一点係留ブイも港湾施設の一つであり、そこから陸上の石油備蓄基地へ繋がる海底パイプラインにより荷揚げを行う。

## 沿革
- 1882年（明治15年） - 九頭竜川河口にジョージ・アルノルド・エッセル・ヨハニス・デ・レーケなどによる日本初の西洋式防波堤（通称：エッセル堤）[6]が完成[2]。この防波堤は2003年（平成15年）に重要文化財の指定を受けた[2][7][8]。また、2004年（平成16年）に土木学会選奨土木遺産の認定を受けている。
- 1971年（昭和46年）
  - 4月 - 名称を三国港から福井港に変更[7]。
  - 7月 - 重要港湾に指定（港湾法）[1][7]。
- 1978年（昭和53年）7月31日 - 現在の本港地区が開港（供用開始）[7][9]。
- 1987年（昭和62年）1月 - 一族11人を乗せた朝鮮民主主義人民共和国（北朝鮮）の小型船「ズ・ダン号」が福井港に漂着、亡命を求める（ズ・ダン号事件）。
- 2000年（平成12年） - 重要港湾の指定を解除、地方港湾となる[7]。この年には特定地域振興重要港湾に選定[7]。
- 2005年（平成17年）4月 - 開港指定（関税法）[1][7]、無線検疫対象港指定（検疫法）[7]。
- 2018年（平成30年）7月 - 三国港地区がみなとオアシスとして登録[1][7]。

## 交通
鉄道
- えちぜん鉄道三国芦原線 三国港駅（三国港地区）

道路
- 国道305号・福井県道256号福井港線（本港地区）
- 福井県道7号三国東尋坊芦原線（三国港地区）

道の駅
- 道の駅みくに（本港地区）

## 近隣の港湾
- 金沢港（重要港湾）
- 敦賀港（重要港湾）
- 舞鶴港（重要港湾）